# Viaduc de Sainte-Marguerite
 (juillet 2023).
Si vous disposez d'ouvrages ou d'articles de référence ou si vous connaissez des sites web de qualité traitant du thème abordé ici, merci de compléter l'article en donnant les références utiles à sa vérifiabilité et en les liant à la section « Notes et références ».
Le viaduc de Sainte-Marguerite est un viaduc ferroviaire français dans les 8e et 9e arrondissements de Marseille. Cet ouvrage d'art ouvert à la circulation commerciale en 1986 est emprunté par la ligne 2 du métro de Marseille. Il longe le stade Vélodrome ainsi que le stade Pierre-Delort et porte la station appelée Sainte-Marguerite - Dromel juste avant de s'interrompre dans une arrière-gare.